# هیرام بواتنگ
هیرام بواتنگ (انگلیسی: Hiram Boateng؛ زادهٔ ۸ ژانویهٔ ۱۹۹۶) بازیکن فوتبال اهل بریتانیا است.
از باشگاه‌هایی که در آن بازی کرده‌است می‌توان به باشگاه فوتبال کریستال پالاس، باشگاه فوتبال کراولی تاون، و باشگاه فوتبال پلیموث آرگیل اشاره کرد.